# Valerie Davies
Pour les articles homonymes, voir Davies.
Elizabeth Valerie Davies, née le 29 juin 1912 à Cardiff et morte en août 2001 à Newport, est une nageuse britannique (galloise).

## Biographie
Valerie Davies fait partie du relais 4 × 100 mètres nage libre remportant la médaille d'or aux championnats d'Europe de natation 1927. Aux Jeux de l'Empire britannique de 1930, elle est médaillée d'argent sur 100 yards dos et 400 yards nage libre et médaillée de bronze sur 100 yards nage libre. La Britannique est médaillée d'argent sur 4 × 100 mètres nage libre aux championnats d'Europe de natation 1931.
Aux Jeux olympiques d'été de 1932 à Los Angeles, elle termine troisième de la finale du 100 mètres dos et du relais 4 × 100 mètres nage libre ; elle est aussi éliminée en séries du 100 mètres nage libre. Elle remporte une médaille de bronze sur 100 yards dos aux Jeux de l'Empire britannique de 1934.